# Cupa Cehoslovaciei
Cupa Cehoslovaciei (cehă Československý pohár) a fost competiția fotbalistică de cupă ținută în Cehoslovacia. Ea a fost creată oficial în 1960 și s-a desființat în 1993 odată cu destrămarea țăriii în Cehia și Slovacia.
Cupa se disputa între câștigătoarea din Cupa Cehiei și Cupa Slovaciei. Sparta Praga și Dukla Praga sunt cele mai de succes cluburi cu câte 8 trofee. În total, echipele cehe cucerind 19 cupe, iar cele slovace 15 cupe.
Originile cupei sunt într-un turneu neoficial jucat în sezoanele 1950/51, 1951/52, 1955 și 1959/60.

## Finalele
| An      | Câștigător                 | Data      | Stadion                         | Meciul finalei                         | Scor                |
| 1960/61 | Dukla Praga (Č)            | 3.12.1961 | Stadion míru, Olomouc           | Dukla Praga - Dynamo Žilina            | 3:0                 |
| 1961/62 | Slovan Bratislava (S)      | 2.12.1962 | Gottwaldov                      | Dukla Praga - Slovan Bratislava        | 1:1                 |
| 1961/62 | Slovan Bratislava (S)      | 17.7.1963 | Stadion Jana Švermy, Brno       | Slovan Bratislava - Dukla Praga        | 4:1                 |
| 1962/63 | Slovan Bratislava (S)      | 24.7.1963 | Stadion primátora Vacka, Praga  | Dynamo Praga - Slovan Bratislava       | 0:0                 |
| 1962/63 | Slovan Bratislava (S)      | 31.7.1963 | Tehelné Pole, Bratislava        | Slovan Bratislava - Dynamo Praga       | 9:0                 |
| 1963/64 | Spartak Praga Sokolovo (Č) | 20.5.1964 | Stadion Jana Švermy, Brno       | Spartak Praga Sokolovo - VSS Košice    | 4:1                 |
| 1964/65 | Dukla Praga (Č)            | 27.6.1965 | Letná Stadium, Praga            | Dukla Praga - Slovan Bratislava        | 0:0 5:3 p.k.        |
| 1965/66 | Dukla Praga (Č)            | 4.5.1966  | Prešov                          | Tatran Prešov - Dukla Praga            | 1:2                 |
| 1965/66 | Dukla Praga (Č)            | 1.6.1966  | Stadion Juliska, Praga          | Dukla Praga - Tatran Prešov            | 4:0                 |
| 1966/67 | Spartak Trnava (S)         | 21.6.1967 | Stadion primátora Vacka, Praga  | Sparta Praga - Spartak Trnava          | 4:2                 |
| 1966/67 | Spartak Trnava (S)         | 28.6.1967 | Trnava                          | Spartak Trnava - Sparta Praga          | 2:0                 |
| 1967/68 | Slovan Bratislava (S)      | 5.6.1968  | Stadion Juliska, Praga          | Dukla Praga - Slovan Bratislava        | 1:0                 |
| 1967/68 | Slovan Bratislava (S)      | 26.6.1968 | Tehelné Pole, Bratislava        | Slovan Bratislava - Dukla Praga        | 2:0                 |
| 1968/69 | Dukla Praga (Č)            | 18.6.1969 | Pardubice                       | VCHZ Pardubice - Dukla Praga           | 1:1                 |
| 1968/69 | Dukla Praga (Č)            | 23.6.1969 | Stadion Juliska, Praga          | Dukla Praga - VCHZ Pardubice           | 1:0                 |
| 1969/70 | TJ Gottwaldov (Č)          | 29.7.1970 | Tehelné Pole, Bratislava        | Slovan Bratislava - TJ Gottwaldov      | 3:3                 |
| 1969/70 | TJ Gottwaldov (Č)          | 2.8.1970  | Gottwaldov                      | TJ Gottwaldov - Slovan Bratislava      | 0:0 4:3 p.k.        |
| 1970/71 | Spartak Trnava (S)         | 27.6.1971 | Štruncovy sady, Pilsen          | Škoda Plzeň - Spartak Trnava           | 1:2                 |
| 1970/71 | Spartak Trnava (S)         | 30.6.1971 | Trnava (S)                      | Spartak Trnava - Škoda Plzeň           | 5:1                 |
| 1971/72 | Sparta Praga (Č)           | 1.8.1972  | Tehelné Pole, Bratislava        | Slovan Bratislava - Sparta Praga       | 1:0                 |
| 1971/72 | Sparta Praga (Č)           | 5.8.1972  | Letná Stadium, Praga            | Sparta Praga - Slovan Bratislava       | 4:3 a.e.t. 4:3 p.k. |
| 1972/73 | Baník Ostrava (Č)          | 9.5.1973  | Košice                          | VSS Košice - Baník Ostrava             | 2:1                 |
| 1972/73 | Baník Ostrava (Č)          | 30.5.1973 | Bazaly, Ostrava                 | Baník Ostrava - VSS Košice             | 3:1                 |
| 1973/74 | Slovan Bratislava (S)      | 21.6.1974 | Stadion primátora Vacka, Praga  | Slavia Praga - Slovan Bratislava       | 1:0                 |
| 1973/74 | Slovan Bratislava (S)      | 25.6.1974 | Tehelné Pole, Bratislava        | Slovan Bratislava - Slavia Praga       | 1:0 a.e.t. 4:3 p.k. |
| 1974/75 | Spartak Trnava (S)         | 2.6.1975  | Trnava                          | Spartak Trnava - Sparta Praga          | 3:1                 |
| 1974/75 | Spartak Trnava (S)         | 18.6.1975 | Letná Stadium, Praga            | Sparta Praga - Spartak Trnava          | 0:1                 |
| 1975/76 | Sparta Praga (Č)           | 24.6.1976 | Letná Stadium, Praga            | Sparta Praga - Slovan Bratislava       | 3:2                 |
| 1975/76 | Sparta Praga (Č)           | 27.6.1976 | Tehelné Pole, Bratislava        | Slovan Bratislava - Sparta Praga       | 0:1                 |
| 1976/77 | Lokomotíva Košice (S)      | 9.5.1977  | Letná Stadium, Praga            | Lokomotíva Košice - Sklo Union Teplice | 2:1                 |
| 1977/78 | Baník Ostrava (Č)          | 9.5.1978  | Tehelné Pole, Bratislava        | Baník Ostrava - Jednota Trenčín        | 1:0                 |
| 1978/79 | Lokomotíva Košice (S)      | 9.5.1979  | Letná Stadium, Praga            | Lokomotíva Košice - Baník Ostrava      | 2:1                 |
| 1979/80 | Sparta Praga (Č)           | 7.5.1980  | Tehelné Pole, Bratislava        | Sparta Praga - ZŤS Košice              | 2:0                 |
| 1980/81 | Dukla Praga (Č)            | 6.5.1981  | Letná Stadium, Praga            | Dukla Praga - Dukla Banská Bystrica    | 0:0 a.e.t. 4:2 p.k. |
| 1981/82 | Slovan Bratislava (S)      | 8.5.1982  | Tehelné Pole, Bratislava        | Slovan Bratislava - Bohemians Praga    | 4:1                 |
| 1982/83 | Dukla Praga (Č)            | 15.6.1983 | Stadion Evžena Rošického, Praga | Dukla Praga - Slovan Bratislava        | 2:1                 |
| 1983/84 | Sparta Praga (Č)           | 24.5.1984 | Tehelné Pole, Bratislava        | Sparta Praga - Inter Bratislava        | 4:2                 |
| 1984/85 | Dukla Praga (Č)            | 23.6.1985 | Stadion Na Litavce, Příbram     | Dukla Praga - Lokomotíva Košice        | 3:2                 |
| 1985/86 | Spartak Trnava (S)         | 22.6.1986 | Jelšava                         | Spartak Trnava - Sparta Praga          | 1:1 a.e.t. 4:3 p.k. |
| 1986/87 | DAC Dunajská Streda (S)    | 21.6.1987 | Kopřivnice                      | DAC Dunajská Streda - Sparta Praga     | 0:0 a.e.t. 3:2 p.k. |
| 1987/88 | Sparta Praga (Č)           | 19.6.1988 | Ružomberok                      | Sparta Praga - Inter Bratislava        | 2:0                 |
| 1988/89 | Sparta Praga (Č)           | 18.6.1989 | Stadion Ostroj Opava, Opava     | Sparta Praga - Slovan Bratislava       | 3:0                 |
| 1989/90 | Dukla Praga (S)            | 13.5.1990 | Prešov                          | Dukla Praga - Inter Bratislava         | 1:1 a.e.t. 5:4 p.k. |
| 1990/91 | Baník Ostrava (Č)          | 22.5.1991 | Frýdek-Místek                   | Baník Ostrava - Spartak Trnava         | 6:1                 |
| 1991/92 | Sparta Praga (Č)           | 7.6.1992  | Trebišov                        | Sparta Praga - Tatran Prešov           | 2:1                 |
| 1992/93 | 1. FC Košice (S)           | 6.6.1993  | Poštorná                        | 1. FC Košice - Sparta Praga            | 5:1                 |

## Câștigători
- Dukla Praga 8
- Sparta Praga 8 (inclusiv Spartak Sokolovo)
- Slovan Bratislava 5
- Spartak Trnava 4
- Baník Ostrava 3
- Lokomotíva Košice 2
- DAC Dunajská Streda 1
- 1. FC Košice 1
- FC Tescoma Zlín 1 (ca TJ Gottwaldov)